# 物理学家列表
诺贝尔物理学奖获得者名单包含更多的20世纪以及21世纪著名物理学家。

## 著名物理学家
早期著名物理学家 近代著名物理学家 18世纪著名物理学家 19世纪著名物理学家 20世纪著名物理学家 A—Z

### 早期著名物理学家
- 墨子—戰国（前470年—前391年）
- 阿基米德—（前287年—前212年）
- 卢克莱修—罗马（前98年？—前55年 ）
- 亚里斯多德—古希腊（前384年—前322年）
- 沈括—宋（1033年～1097年）

### 近代著名物理学家
- 威廉·吉尔伯特—英格兰（1540年—1605年）
- 伽利略—意大利（1564年—1642年）
- 威理博·司乃耳—荷兰（1580年—1626年）
- 笛卡儿—法国（1596年—1650年）
- 埃萬傑利斯塔·托里拆利—意大利（1608年—1647年）
- 布莱兹·帕斯卡—法国（1623年—1662年）
- 罗伯特·波义耳—英格兰（1627年—1691年）
- 克里斯蒂安·惠更斯—荷蘭（1629年—1695年）
- 罗伯特·胡克—英格兰（1635年—1703年）
- 伊萨克·牛顿—英格兰（1642年—1727年）

### 18世纪著名物理学家
- 加布里埃尔·华伦海特—德国（1686年—1736年）
- 皮埃爾·莫佩爾蒂—法国（1698年—1759年）
- 丹尼尔·伯努利—瑞士（1700年—1782年）
- 本杰明·弗兰克林—美国（1706年—1790年）
- 莱奥哈尔德·欧拉—瑞士（1707年—1783年）
- 鲁杰罗·朱塞佩·博斯科维奇（Roger Joseph Boscovich）—杜布罗夫尼克（1711年—1787年）
- 达朗贝尔—法国（1717年—1783年）
- 亨利·卡文迪什—英国（1731年—1810年）
- 夏爾·庫侖—法国（1736年—1806年）
- 约瑟夫·拉格朗日—法国（1736年—1813年）
- 詹姆斯·瓦特—苏格兰（1736年—1819年）

### 19世纪著名物理学家
- 亚历山德罗·伏打—意大利（1745年—1827年）
- 恩斯特·克拉德尼（Ernst Chladni）—德国（1756年—1827年）
- 约翰·道尔顿—英格兰（1766年—1844年）
- 約瑟夫·傅立葉—法国（1768年—1830年）
- 托马斯·杨—英格兰（1773年—1829年）
- 讓-巴蒂斯特·必歐—法国（1774年—1862年）
- 安德烈-玛丽·安培—法国（1775年—1836年）
- 阿莫迪歐·阿伏伽德罗—意大利（1776年—1856年）
- 卡爾·高斯—德国（1777年—1855年）
- 汉斯·奥斯特—丹麦（1777年—1851年）
- 约瑟夫·路易·盖-吕萨克—法国（1778年—1850年）
- 大卫·布儒斯特—苏格兰（1781年—1868年）
- 威廉·普洛特—英格兰（1785年—1850年）
- 约瑟夫·夫琅禾费—德国（1787年—1826年）
- 奥古斯丁·菲涅耳—法国（1788年—1827年）
- 格奥尔格·欧姆—德国（1789年—1854年）
- 迈克尔·法拉第—英国（1791年—1867年）
- 菲利克斯·沙伐—法国（1791年—1841年）
- 尼古拉·卡诺—法国（1796年—1832年）
- 约瑟·亨利—美国（1797年—1878年）
- 克里斯蒂安·多普勒—奥地利（1803年—1853年）
- 威廉·韦伯（1804年—1891年）
- 威廉·哈密顿—爱尔兰（1805年—1865年）
- 安德斯·埃格斯特朗—瑞典（1814年—1874年）
- 詹姆斯·焦耳—英国（1818年—1889年）
- 阿曼德·斐索—法国（1819年—1896年）
- 莱昂·傅科—法国（1819年—1868年）
- 喬治·斯托克斯—英国（1819年—1903年）
- 赫尔曼·冯·亥姆霍兹—德国（1821年—1894年）
- 鲁道夫·克劳修斯—德国（1822年—1888年）
- 古斯塔夫·基尔霍夫—（1824年—1887年）
- 约翰·巴耳末—瑞士（1825年—1898年）
- 威廉·湯姆森—（开尔文勋爵）英格兰（1824年—1907年）
- 约瑟夫·斯万（1828年—1914年）
- 詹姆斯·麦克斯韦—英国（1831年—1879年）
- 約瑟夫·斯特凡—奥匈帝国，斯洛文尼亚（1835年—1893年）
- 恩斯特·马赫—奥地利（1838年—1916年）
- 約西亞·吉布斯—美國（1839年—1903年）
- 恩斯特·阿贝—德国（1840年—1905年）
- 瑪立·克爾弩（英语：Marie Alfred Cornu）（1841年—1902年）
- 詹姆斯·杜瓦—英国（1842年—1923年）
- 奥斯鲍恩·雷诺—英国（1842年—1912年）
- 路德维希·玻尔兹曼—奥地利（1844年—1906年）
- 罗兰·厄特沃什—匈牙利（1848年—1919年）
- 威廉·康拉德·伦琴—德国（1845年—1923年）
- 奧利弗·黑維塞—英国（1850年—1925年）
- 喬治·費茲傑羅—爱尔兰（1851年—1901年）
- 约翰·亨利·坡印廷—英国（1852年—1914年）
- 昂利·庞加莱—（1854年—1912年）
- 约翰尼斯·里德堡—瑞典（1854年—1919年）
- 埃德溫·霍爾—美国（1855年—1938年）
- 约瑟夫·汤姆孙（1856年—1940年）
- 海因里希·赫茲—德国（1857年—1894年）
- 查尔斯·威耳逊—美国（1869—1959）

### 20世纪著名物理学家
- 保羅·朗之萬—法国（1872年－1946年）
- 欧内斯特·卢瑟福—新西兰，英格兰（1871年—1937年）
- 马克斯·普朗克—德国（1858年—1947年）
- 威廉·伦琴（1845年—1923年）
- 亨利·贝克勒—法国（1852年—1908年）
- 玛丽·居里—波兰（1867年—1934年）
- 卡末林·昂內斯—荷兰（1853年—1926年）
- 阿尔伯特·爱因斯坦—瑞士，美国（1879年—1955年）
- 威廉·劳伦斯·布拉格—澳大利亚，英国（1890年－1971年）
- 卡尔·史瓦西—德国，英国（1873年－1916年）
- 威廉·德西特—荷兰（1872年－1934年）
- 乔治·勒梅特—比利时（1894年－1966年）
- 愛德文·哈勃—美国（1889年－1953年）
- 赫尔曼·魏尔—德国（1885年－1955年）
- 阿诺·索末菲—德国（1868年—1951年）
- 保罗·埃伦费斯特—奥匈帝国，荷兰（1880年－1933年）
- 尼尔斯·玻尔—丹麦（1885年—1962年）
- 奥托·施特恩—德国（1888年－1969年）
- 维尔纳·海森堡—德国（1901年—1976年）
- 埃尔温·薛定谔—奥地利（1887年—1961年）
- 沃爾夫岡·包立—奥地利（1900年—1958年）
- 保罗·狄拉克—英国（1902年—1984年）
- 钱德拉塞卡拉·拉曼—印度（1888年－1970年）
- 约翰·冯·诺伊曼—奥匈帝国，美国（1903年—1957年）
- 费利克斯·布洛赫—瑞士（1905年—1983年）
- 欧文·朗缪尔—美国（1851年—1957年）
- 马克斯·玻恩—德国，英国（1882年—1970年）
- 路易·德布罗意—法国（1892年—1987年）
- 保罗·厄伦费斯特—奥地利（1880年—1933年）
- 亚历山大·弗里德曼—苏联（1888年－1925年）
- 汤川秀树—日本（1907年—1981年）
- 薩特延德拉·玻色—印度（1894年—1974年）
- 伊达·诺达克—德国（1896年－1978年）
- 奥托·哈恩—德国（1879年－1968年）
- 莉泽·迈特纳—德国（1878年－1968年）
- 恩斯特·鲁斯卡—德国（1906年－1988年）
- 西奥多·卡鲁扎—德国（1885年－1954年）
- 奥斯卡·克莱因—瑞典（1894年－1977年）
- 恩里科·费米—意大利（1901年—1954年）
- 埃托雷·馬約拉納—意大利（1906年－？）
- 汉斯·贝特—美国（1906年—2005年）
- 弗里茨·兹威基—瑞士（1898年－1974年）
- 罗伯特·奥本海默—美国（1904年—1967年）
- 弗雷德·霍伊尔—英国（1915年－2001年）
- 罗伯特·亨利·迪克—美国（1916年－1997年）
- 西奥多·梅曼—美国（1927年－2007年）
- 厄恩斯特·斯蒂克尔堡—瑞士（1905年－1984年）
- 吉安·卡罗·威克—意大利（1909年－1992年）
- 漢尼斯·阿爾文—瑞典（1908年—1995年）
- 艾德溫·堅斯（英语：Edwin T. Jaynes）—美国（1922年—1998年）
- 理查德·费曼—美国（1918年—1988年）
- 朱利安·施温格—美国（1918年－1994年）
- 默里·盖尔曼—美国（1929年－2019年）
- 弗里曼·戴森—英国，美国（1923年－2020年）
- 史蒂文·阿德勒—美国（1939年－）
- 尼古拉·博戈柳博夫—苏联（1909年－1992年）
- 乔治·伽莫夫—美国（1904年－1968年）
- 查尔斯·W·米斯纳—美国（1932年－）
- 阿兰·古斯—美国（1947年－）
- 苏布拉马尼扬·钱德拉塞卡—美国（1910年－1995年）
- 尤金·维格纳—奥匈帝国，美国（1902年—1993年）
- 丹尼斯·夏玛（英语：Dennis W. Sciama）—英国（1926年—1999年）
- 罗杰·彭罗斯—英国（1931年—）
- 约翰·巴丁—美国（1908年－1991年）
- 列夫·朗道—苏联（1908年—1968年）
- 菲利普·安德森—美国（1923年－2020年）
- 戴维·玻姆—英国，美国，巴西（1917年－1992年）
- 约翰·贝尔—英国（1928年－1990年）
- 约瑟琳·贝尔·伯奈尔—英国（1943年－）
- 皮埃尔-吉勒·德热纳—法国（1932年－2007年）
- 斯蒂芬·霍金—英格兰（1942年—2018年）
- 雅可夫·泽尔多维奇—苏联（1914年－1987年）
- 安东·蔡林格—奥地利（1945年－）
- 阿瑟·阿什金—美国（1922年－2020年）
- 亞瑟·懷特曼（英语：Arthur Wightman）—英国（1922年—2013年）
- 谢尔登·格拉肖—美国（1932年－）
- 哈沃德·乔吉—美国（1947年－）
- 杰弗里·戈德斯通—英国（1933年－）
- 彼得·希格斯—英国（1929年－）
- 杰拉德·特·胡夫特—荷兰（1946年－）
- 阿卜杜勒·萨拉姆—巴基斯坦（1926年－1996年）
- 史蒂文·溫伯格—美国（1933年－2021年）
- 南部阳一郎—日本（1921年－2015年）
- 热拉尔·穆鲁—法国（1944年－）
- 格尔德·宾宁—德国（1947年－）
- 戴维·格娄斯—美国（1941年－）
- 安东尼·莱格特—英国（1938年－）
- 肯尼斯·威耳逊—美国（1936年－2013年）
- 马克西姆·孔采维奇—美国（1964年－）
- 罗伊·克尔—新西兰（1934年－）
- 乔治·茨威格—美国（1937年－）
- 约翰·惠勒—美国（1911年－2008年）
- 基普·索恩—美国（1940年－）
- 阿贝·阿希提卡—印度（1949年－）
- 爱德华·威滕—美国（1951年－）
- 李奧納特·蘇士侃—美国（1940年－）
- 胡安·马尔达西那—阿根廷（1968年－）
- 李·斯莫林—美国（1955年－）
- 吴健雄—中国，美国（1912年—1997年）
- 李政道—中国，美国（1926年—）
- 杨振宁—中国，美国（1922年—）
- 林家翘—中国（1916年－2013年）
- 丁肇中—臺灣，美国（1936年—）
- 朱经武—中国，美国（1941年—）
- 徐一鸿—美国（1945年－）

## A
- 恩斯特·阿贝—德国（1840—1905）
- Derek Abbott—澳大利亚（1960—）
- 阿列克谢·阿布里科索夫—俄罗斯（1928—）
- 若雷斯·阿尔费罗夫—俄罗斯（1930—）
- 漢尼斯·阿爾文—瑞典（1908—1995）
- 卡利里（Jim Al—Khalili）—英国（1962—）
- William Allis—美国（1901—1999）
- Samuel King Allison—美国（1900—1965）
- 路易斯·阿尔瓦雷茨—美国（1911—1988）
- 安德烈-瑪麗·安培—法国（1775—1836）
- 安德斯·埃格斯特朗—瑞典（1814—1874）
- Hans Henrik Andersen—丹麦（1937—）
- 卡尔·安德森—美国（1905—1991）
- 菲利普·安德森—美国（1923—）
- 爱德华·阿普尔顿—英国（1892—1965）
- 弗朗索瓦·阿拉戈—法国（1786—1853）
- 阿基米德—Syracuse（ca. 287—212 BC）
- 阿里斯塔克斯—Samos（310—ca. 230 BC）
- 亚里士多德—希腊雅典（384—322 BC）
- 尼玛·阿卡尼—哈米德—美国（1972—）

## B
- 约翰·巴耳末—瑞士（1825—1898）
- 约翰·巴丁—美国（1908—1991）
- 查尔斯·巴克拉—英国（1877—1944）
- Laura Maria Caterina Bassi—意大利（1711—1778）
- 尼古拉·巴索夫—俄罗斯（1922—2001）
- Zoltán Lajos Bay—匈牙利（1900—1992）
- Karl Bechert—德国（1901—1981）
- 亨利·贝克勒—法国（1852—1908）
- 约翰内斯·贝德诺尔茨—德国（1950—）
- 伊萨克·皮克曼—荷兰（1588—1637）
- 约翰·贝尔—英国（1928—1990）
- Carl M. Bender—美国
- 丹尼尔·伯努利—瑞士（1700—1782）
- 汉斯·贝特—德国，美国（1906—2005）
- 格尔德·宾宁—德国（1947—）
- 讓-巴蒂斯特·必歐—法国（1774—1862）
- Raymond T. Birge—美国（1887—1980）
- 皮叶克尼斯—挪威（1862—1951）
- 帕特里克·布莱克特—英国（1897—1947）
- 费利克斯·布洛赫—瑞士（1905—1983）
- 尼古拉斯·布隆伯根—荷兰（1920—）
- 戴维·玻姆—美国（1917—1992）
- 尼尔斯·玻尔—丹麦（1885—1962）
- 奥格·玻尔—丹麦（1922—2009）
- 路德维希·玻尔兹曼—奥地利（1844—1906）
- 马克斯·玻恩—德国，英国（1882—1970）
- 鲁杰罗·朱塞佩·博斯科维奇—杜布罗夫尼克（1711—1787）
- 萨特延德拉·玻色—印度（1894—1974）
- 博斯查—荷兰（1831—1911）
- 瓦尔特·博特—德国（1891—1957）
- 罗伯特·波义耳—爱尔兰，英格兰（1627—1691）
- 威廉·亨利·布拉格—英国（1862—1942）
- 威廉·劳伦斯·布拉格—澳大利亚（1890—1971）
- 沃尔特·布喇顿—美国（1902—1987）
- 卡尔·费迪南德·布劳恩—德国（1850—1918）
- 布儒斯特—英国（1781—1868）
- 珀西·布里奇曼—美国（1882—1961）
- 伯特伦·布罗克豪斯—加拿大（1918—2003）
- 路易·德布罗意—法国（1892—1987）
- 托马斯·汤森·布朗—美国（1905—1985）
- Hermann Brück—德国（1905—2000）
- Johannes Martinus Burgers—荷兰（1895—1981）
- W.G. Burgers—荷兰
- 白贝罗—荷兰（1817—1890）

## C
- Nicolás Cabrera—西班牙（1913—1989）
- 佛瑞提奥夫‧卡普拉—奥地利，美国（1939—）
- 尼古拉·卡诺—法国（1796—1832）
- 亨德里克·卡西米尔—荷兰（1909—2000）
- 亨利·卡文迪什—英国（1731—1810）
- 詹姆斯·乍得威克—英国（1891—1974）
- 欧文·张伯伦—美国（1920—2006）
- 苏布拉马尼扬·钱德拉塞卡—印度，美国（1910—1995）
- 乔治·夏帕克—法国（1924—2010）
- 帕维尔·切连科夫—俄罗斯帝国，苏联（1904—1990）
- 克拉尼—德国（1756—1827）
- 朱棣文—美国（1948—）
- Giovanni Ciccotti—意大利（1943—）
- 鲁道夫·克劳修斯—德国（1822—1888）
- Jacob Clay—荷兰（1882—1955）
- 约翰·考克饶夫—英国（1897—1967）
- 克洛德·科昂—唐努德日—法国（1933—）
- 阿瑟·康普顿—美国（1892—1962）
- 爱德华·堪顿—美国（1902—1974）
- 利昂·库珀—美国（1930—）
- 埃里克·康奈尔—美国（1961—）
- 考纽—法国（1841—1902）
- 查尔斯·库仑—法国（1736—1806）
- 詹姆斯·克罗宁—美国（1931—2016）
- 玛丽亚·居里—波兰，法国（1867—1934）
- 皮埃尔·居里—法国（1859—1906）

## D
- 达朗贝尔—法国（1717—1783）
- 古斯塔夫·达伦—瑞典（1869—1937）
- 约翰·道尔顿—英国（1766—1844）
- 查尔斯·达尔文—英国（1887—1962）
- 保罗·戴维斯—澳大利亚（1946—）
- 雷蒙德·戴维斯—美国（1914—2006）
- 克林顿·戴维孙—美国（1881—1958）
- 彼得·德拜—荷兰（1884—1966）
- 汉斯·德默尔特—德国，美国（1922—）
- 德谟克利特—Abdera（circa 460—360 BC）
- 詹姆斯·杜瓦—英国（1842—1923）
- Robbert Dijkgraaf—荷兰（1960—）
- 迪摩波羅—美国
- 保罗·狄拉克—英国（1902—1984）
- Revaz Dogonadze—前苏联，格鲁吉亚（1931—1985）
- 克里斯琴·多普勒—奥地利（1803—1853）
- Henk Dorgelo—荷兰（1894—1961）
- Friedrich Ernst Dorn—德国（1848—1916）
- 保罗·德鲁德—德国（1863—1906）
- 弗里曼·戴森—英国，美国（1923—）

## E
- William Eccles—英国（1875—1966）
- Carl Eckart—美国（1902—1973）
- 保罗·埃伦费斯特—奥地利—匈牙利，荷兰（1880—1933）
- Felix Ehrenhaft—奥地利—匈牙利，美国（1879—1952）
- 阿尔伯特·爱因斯坦—德国，意大利，瑞士，美国（1879—1955）
- Loránd Eötvös—奥地利—匈牙利（1848—1919）
- 江崎玲於奈—日本（1925—）
- Ernest Esclangon—法国（1876—1954）
- Louis Essen—英国（1908—1997）
- 莱昂哈德·欧拉—瑞士（1707—1783）
- Paul Peter Ewald—德国，美国（1888—1985）
- 詹姆斯·阿尔弗雷德·尤因—英国（1855—1935）

## F
- 加布里埃尔·华伦海特—德国（1686—1736）
- 迈克尔·法拉第—英国（1791—1867）
- Eugene Feenberg—美国（1906—1977）
- 恩里科·费米—意大利（1901—1954）
- 赫尔曼·费什巴赫—美国（1917—2000）
- 理查德·费曼—美国（1918—1988）
- David Finkelstein—美国（1929—）
- 瓦尔·菲奇—美国（1923—）
- George Francis FitzGerald—爱尔兰（1851—1901）
- 斐索—法国（1819—1896）
- 弗拉基米尔·福克—俄罗斯帝国，苏联（1898—1974）
- 阿德里安·福克—荷兰（1887—1972）
- James David Forbes—英国（1809—1868）
- 莱昂·傅科—法国（1819—1868）
- 让·巴普蒂斯·约瑟夫·傅里叶—法国（1768—1830）
- 威廉·福勒—美国（1911—1995）
- 詹姆斯·弗兰克—德国，美国（1882—1964）
- 伊利亚·弗兰克—俄罗斯（1908—1990）
- 本杰明·富兰克林—美国（1706—1790）
- 约瑟夫·夫琅禾费—德国（1787—1826）
- 奥古斯丁·菲涅耳—法国（1788—1827）
- Daniel Friedan—美国
- B. Roy Frieden—美国（1936—）
- 杰尔姆·弗里德曼—美国（1930—）
- 奥托·弗里希—奥地利，英国（1904—1979）
- Erwin Fues—德国（1893—1970）
- Harald Fuchs—德国（1951—）

## G
- 伽博·丹尼斯—匈牙利（1900—1979）
- 伽利略·伽利莱—意大利（1564—1642）
- Sylvester James Gates—美国（1950—）
- 卡尔·高斯—德国（1777—1855）
- 约瑟夫·路易·盖—吕萨克—法国（1778—1850）
- 默里·盖尔曼—美国（1929—）
- 哈沃德·乔吉—美国（1947—）
- Walter Gerlach—德国（1889—1979）
- 约西亚·吉布斯—美国（1839—1903）
- 威廉·吉尔伯特—英国（1544—1603）
- Lev Gor'kov—美国（1929—）
- 塞缪尔·高德斯密特—荷兰，美国（1902—1978）
- Leo Graetz—德国（1856—1941）
- Willem 's Gravesande—荷兰（1688—1742）
- Brian Greene—美国（1963—）
- John Gribbin—英国（1946—）
- 戴维·格娄斯—美国（1941—）
- Feza Gürsey—土耳其（1921—1992）
- 阿兰·古斯—美国（1947—）
- Martin Gutzwiller—瑞士（1925—）

## H
- 鲁道夫·哈格—德国（1922—）
- 万德·约翰尼斯·德哈斯—荷兰（1878—1960）
- Edwin Hall—美国（1855—1938）
- 威廉·哈密顿—爱尔兰（1805—1865）
- 彼得·安德魯·韓森—丹麦（1795—1874）
- W.W. Hansen—美国（1909—1949）
- Douglas Hartree—英国（1897—1958）
- 史提芬·霍金—英国（1942—2018）
- 奥利弗·黑維塞—英国（1850—1925）
- 维尔纳·海森堡—德国（1901—1976）
- 瓦尔特·海特勒—德国/爱尔兰（1904—1981）
- 赫尔曼·冯·亥姆霍兹—德国（1821—1894）
- 約瑟·亨利—美国（1797—1878）
- John Herapath—英国（1790—1868）
- Carl Hermann—德国（1898—1961）
- 海因里希·赫兹—德国（1857—1894）
- 彼得·希格斯—英国（1929—）
- 乔治·希尔—美国（1838—1914）
- Gustave—Adolphe Hirn—法国（1815—1890）
- 多萝西·霍奇金—英国（1910—1994）
- Gilles Holst—荷兰（1886—1968）
- Helmut Hönl—德国（1903—1981）
- 杰拉德·特·胡夫特—荷兰（1946—）
- 罗伯特·胡克—英国（1635—1703）
- William V. Houston—美国（1900—1968）
- Fritz Houtermans—荷兰/德国/奥地利（1903—1996）
- John H. Hubbell—美国（1925—）
- Friedrich Hund—德国（1896—1997）
- Andrew D. Huxley—英国（1966—）
- 克里斯蒂安·惠更斯—荷兰（1629—1695）

## I
- Nathan Isgur—美国，加拿大（1947—2001）

## J
- Ali Javan—伊朗（1928—）
- Edwin Jaynes—美国（1922—1998）
- 伊伦·约里奥—居里—法国（1897—1956）
- 帕斯库尔·约当—德国（1902—1980）
- 布赖恩·约瑟夫森—英国（1940—）
- 詹姆斯·焦耳—英国（1818—1889）

## K
- 加来道雄—美国（1947—）
- 海克·卡末林·昂內斯—荷兰（1853—1926）
- William R. Kanne—美国
- 彼得·卡皮查—英国，苏联（1894—1984）
- 阿尔弗雷德·卡斯特勒—法国（1902—1984）
- Heinrich Kayser—德国（1853—1940）
- Willem Hendrik Keesom—荷兰（1876—1956）
- Edwin C. Kemble—美国（1889—1984）
- 约翰内斯·开普勒—德国（1571—1630）
- John Kerr—英国（1824—1907）
- Julii Khariton—苏联（1904—1996）
- 古斯塔夫·基尔霍夫—德国（1824—1887）
- Jacob Kistemaker—荷兰（1917—）
- Bruce G. Klappauf—美国（1961—）
- 克劳斯·冯·克利青—德国（1943—）
- Arthur Korn—德国（1870—1945）
- Matthew Koss—美国（1961—）
- 柯塞尔—德国（1888—1956）
- 克拉默斯—荷兰（1894—1952）
- Lawrence Krauss—美国（1954—）
- August Krönig—德国（1822—1879）
- 库尔恰托夫—苏联（1903—1960）
- Behram Kurşunoğlu—土耳其（1922—2003）
- 波利卡普·库施 德国（1911—1993）

## L
- 约瑟夫·拉格朗日—法国（1736—1813）
- 威利斯·兰姆—美国（1913—）
- 保罗·朗之万—法国（1872—1946）
- 列夫·朗道—俄罗斯帝国，苏联（1908—1968）
- Kenneth Lane—美国
- 欧文·朗缪尔—美国（1851—1957）
- 马克斯·冯·劳厄—德国（1879—1960）
- 欧内斯特·劳伦斯—美国（1901—1958）
- 彼得·列別捷夫—俄罗斯帝国（1866—1912）
- Georges—Louis Le Sage—瑞士（1724—1803）
- 李政道—中国，美国（1926—）
- 李辉昭—韩国，美国（1935—1977）
- 戈特弗里德·威廉·莱布尼茨—德国（1646—1716）
- Robert B. Leighton—美国（1919—1997）
- 乔治·勒梅特—比利时（1894—1966）
- 菲利普·莱纳德—匈牙利，德国（1862—1947）
- John Leslie—英国（1766—1832）
- 瓦爾特·列文—荷兰，美国
- Robert von Lieben 奥地利—匈牙利—（1878—1913）
- David Lindley—美国（1956—）
- Karl L. Littrow—奥地利（1811—1877）
- Maurice Loewy—奥地利/法国（1833—1907）
- Robert K. Logan—美国（1939—）
- Alfred Loomis—美国（1887—1975）
- 亨德里克·洛伦兹—荷兰（1853—1928）
- 约翰·约瑟夫·洛希米特—德国（1821—1895）
- Archibald Low—英国（1888—1956）
- 卢克莱修—罗马（98?—55 BC）
- 亚历山大·李亚普诺夫—俄罗斯帝国（1857—1918）

## M
- 恩斯特·马赫—奥地利—匈牙利（1838—1916）
- 西奥多·梅曼—美国（1927—2007）
- 埃托雷·马约拉纳—意大利（1906—1938）
- Juan Martín Maldacena—阿根廷（1968—）
- 马吕斯—法国（1775—1812）
- Leonid Isaakovich Mandelshtam—俄罗斯帝国，苏联（1879—1944）
- 古列尔莫·马可尼—意大利（1874—1937）
- Henry Margenau—德国/ 美国（1901—1977）
- William Markowitz—美国（1907—1998）
- Harrie Massey—澳大利亚（1908—1983）
- 詹姆斯·麦克斯韦—英国（1831—1879）
- 玛丽亚·格佩特-梅耶—德国，美国（1906—1972）
- 罗纳德·麦克内尔—美国（1950—1986）
- 皮埃爾·莫佩爾蒂—法国（1698—1759）
- 西蒙·范德梅尔—荷兰（1925—）
- 弗尔维奥·梅利亚—美国（1956—）
- 梅洛尼—意大利（1798—1854）
- 莉泽·迈特纳—奥地利（1878—1968）
- Thomas Corwin Mendenhall—美国（1841—1924）
- 阿尔伯特·迈克耳孙—美国（1852—1931）
- 罗伯特·密立根—美国（1868—1953）
- John J. Montgomery—美国（1858—1911）
- Jagadeesh Moodera—印度，美国（1950—）
- 亨利·莫塞莱—英国（1887—1915）
- 内维尔·莫特—英国（1905—1996）
- Amédée Mouchez—西班牙，法国（1821—1892）
- José Enrique Moyal—巴勒斯坦，法国，英国，美国，澳大利亚（1910—1998）
- 理查德·马勒—美国（1944—）
- 穆申布鲁克—荷兰（1692—1762）

## N
- 南部阳一郎—日本，美国（1921—）
- 贾扬特·纳利卡—印度（1938—）
- Ann Nelson—美国（1958—）
- 冯·诺伊曼—奥地利—匈牙利，美国（1903—1957）
- 西蒙·纽康—美国（1835—1909）
- 艾萨克·牛顿—英国（1642—1727）
- Leopoldo Nobili—意大利（1784—1835）
- 埃米·诺特—德国（1882—1935）
- Lothar Nordheim—德国（1899—1985）

## O
- 格奥尔格·欧姆—德国（1789—1854）
- 拉斯·昂萨格—挪威（1903—1976）
- 罗伯特·奥本海默—美国（1904—1967）
- Lochlainn O'Raifeartaigh—爱尔兰（1933—2000）
- 尼高勒·奥雷斯姆—法国（1325—1382）
- Leonard Salomon Ornstein—荷兰（1880—1941）
- 埃贡·欧罗万—奥地利—匈牙利/ 美国（1901—1989）
- Yuri Feodorovich Orlov—苏联，美国（1924—）
- 汉斯·奥斯特—丹麦（1777—1851）

## P
- 塔努·帕德马纳班—印度（1957—）
- 亚伯拉罕·派斯—荷兰，美国（1918—2000）
- 沃尔夫冈·帕诺夫斯基—德国/美国（1919—）
- 布莱士·帕斯卡—法国（1623—1662）
- Jogesh Pati—美国（1937—）
- 沃尔夫冈·泡利—奥地利—匈牙利（1900—1958）
- G. B. Pegram—美国（1876—1958）
- 鲁道夫·佩尔斯—德国/英国（1907—1995）
- 罗杰·潘洛斯—英国（1931—）
- 索尔·珀尔马特—美国（1959—）
- Bernhard Philberth—德国（1927—）
- 马克斯·普朗克—德国（1858—1947）
- 约瑟夫·普拉托—比利时（1801—1883）
- John Polkinghorne—英国（1930—）
- 庞加莱—法国（1854—1912）
- 巴尔塔扎尔·范德尔·玻尔—荷兰（1889—1959）
- Heraclides Ponticus—希腊（387—312 BC）
- 约翰·亨利·坡印廷—英国（1852—1914）
- 亚历山大·普罗霍罗夫—苏联/俄罗斯（1916—2002）
- 伯勒特—英国（1785—1850）
- Ivan Pulyuy—乌克兰（1845—1918）
- 迈克尔·朴平—奥地利—匈牙利/美国（1858—1935）

## Q
- Helen Quinn—美国（1943—）

## R
- 伊西多·拉比—奥地利，美国（1898—1988）
- 钱德拉塞卡拉·拉曼—印度（1888—1970）
- Edward Ramberg—美国（1907—1995）
- 冉绍尔—德国（1879—1955）
- 丽莎·蓝道尔—美国（1962—）
- 約翰·斯特拉特，第三代瑞利男爵—英国（1842—1919）
- Sidney Redner—加拿大，美国（1951—）
- 于贝尔·雷弗—加拿大（1932—）
- Louis Rendu—法国（1789—1859）
- 奥斯本·雷诺—英国（1842—1912）
- Étienne—Gaspard Robert—比利时（1763—1837）
- 威廉·伦琴—德国（1845—1923）
- 马歇尔·罗森布卢特—美国（1927—2003）
- 卡尔-古斯塔夫·罗斯贝—瑞典，美国（1898—1957）
- 卡洛·鲁比亚—意大利（1934—）
- Serge Rudaz—加拿大，美国（1954—）
- 达维德·吕埃勒—比利时，法国（1935—）
- 欧内斯特·卢瑟福—新西兰，英国（1871—1937）
- 约翰尼斯·里德伯—瑞典（1854—1919）

## S
- 安德烈·萨哈罗夫—苏联（1929—1989）
- Oscar Sala—巴西（1922—）
- 阿卜杜勒·萨拉姆—巴基斯坦，英国（1926—1996）
- Jack Sarfatti—美国（1939—）
- Isidor Sauers—奥地利（1948—）
- 菲利克斯·沙伐—法国（1791—1841）
- Martin Schadt—瑞士（1938—）
- Otto Scherzer—德国（1909—1982）
- Kees A. Schouhamer Immink—荷兰（1946—）
- 约翰·施里弗—美国（1931—）
- 埃尔温·薛定谔—奥地利—匈牙利（1887—1961）
- 朱利安·施温格—美国（1918—1994）
- 埃米利奥·塞格雷—美国/Italy（1905—1989）
- 罗伯特·塞尔伯—美国（1909—1997）
- Roman U. Sexl—奥地利（1939—1986）
- 曼内·西格巴恩—瑞典（1886—1978）
- 凯·西格巴恩—瑞典（1918—2007）
- Ludwik Silberstein—波兰，德国，意大利，美国，加拿大（1872—1948）
- 威利姆·德·锡特—荷兰（1872—1934）
- John C. Slater—美国（1900—1976）
- 路易斯·斯洛廷—美国（1910—1946）
- 乔治·斯穆特—美国（1945—）
- 威理博·司乃耳—荷兰（1580—1626）
- 阿諾·索末菲—德国（1868—1951）
- 约翰尼斯·斯塔克—德国（1874—1957）
- 斯特藩—奥地利—匈牙利，斯洛文尼亚（1835—1893）
- Karl August von Steinheil—德国（1801—1870）
- 西蒙·斯特芬—比利时，荷兰（1548—1620）
- 斯托克斯—英国（1819—1903）
- Oleg Sushkov—澳大利亚—俄罗斯（~1950—）
- 约瑟夫·斯万—英国（1828—1914）
- Jean Henri van Swinden—荷兰（1746—1823）
- 利奧·西拉德—奥地利—匈牙利，美国（1898—1964）
- 沈括—中国（1031—1095）

## T
- 伊戈尔·塔姆—俄罗斯帝国，苏联（1895—1971）
- 马克斯·泰格马克—瑞典，美国（1967—）
- 爱德华·泰勒—奥地利—匈牙利/美国（1908—2003）
- 尼古拉·特斯拉—塞尔维亚/克罗地亚/美国（1856—1943）
- 约瑟夫·汤姆孙—英国（1856—1940）
- 乔治·汤姆孙—英国（1892—1975）
- 基普·索恩（Kip Stephen Thorne）—美国（1940—）
- Samuel Tolansky—英国（1907—1973）
- 托里拆利—意大利（1608—1647）
- Bruno Touschek—意大利（1921—1978）
- 查尔斯·汤斯—美国（1915—）
- Johann Georg Tralles—德国（1763—1822）
- Sam Treiman—美国（1926—）
- John J. Turin—美国（1913—1973）

## U
- 乔治·乌伦贝克—荷兰，美国（1900—1988）

## V
- Sergei Vavilov—苏联（1891—1951）
- 马丁纽斯·韦尔特曼—荷兰，美国（1931—）
- 维尼齐亚诺—意大利（1942—）
- 文丘里—意大利（1746—1822）
- Émile Verdet—法国（1824—1866）
- 沃耳德玛·福格特（Woldemar Voigt）—德国（1850—1919）
- 亚历山卓·伏打—意大利（1745—1827）

## W
- 范德华—荷兰（1837—1923）
- Ludwig Waldmann—德国（1913—1980）
- 欧内斯特·沃吞—爱尔兰共和国（1903—1995）
- Aaldert Wapstra—荷兰（1923—2006）
- Gleb Wataghin—乌克兰/意大利/巴西（1896—1986）
- John James Waterston—英国（1811—1883）
- 詹姆斯·瓦特—英国（1736—1819）
- Denis Weaire—爱尔兰共和国（194?—）
- 威廉·韦伯—德国（1804—1891）
- 史蒂文·温伯格—美国（1933—）
- 维斯可夫—奥地利，美国（1908—2002）
- 卡尔·冯·魏茨泽克—德国（1912—2007）
- Heinrich Welker—德国（1912—1981）
- Peter Westervelt—美国（1919—）
- Gregor Wentzel—德国（1898—1978）
- 约翰·阿奇博尔德·惠勒—美国（1911—）
- Gian—Carlo Wick—意大利（1909—1992）
- 埃米尔·魏恰特—俄罗斯（1861—1928）
- 威廉·维恩—德国（1864—1928）
- 亚瑟·怀特曼（英语：Arthur Wightman）—美国（1922—）
- 尤金·維格納—奥地利—匈牙利/美国（1902—1993）
- 弗朗克·韦尔切克—美国（1951—）
- 罗伯特·威尔逊—美国（1914—2000）
- 查尔斯·威耳逊—美国（1869—1959）
- Mark B. Wise—加拿大/美国（1953—）
- 爱德华·威滕—美国（1951—）
- 埃米尔·沃耳夫—捷克斯洛伐克，美国（1922—）
- Lincoln Wolfenstein—美国（1923—）
- 罗伯特·威廉姆斯·伍德—美国（1868—1955）
- 吴健雄—美国（1912—1997）

## Y
- 罗萨林·耶洛—美国（1921—）
- 杨振宁—中国（1922—）
- 托马斯·杨—英国（1773—1829）
- 汤川秀树—日本（1907—1981）

## Z
- 周培源—中国（1902—1993）
- Jan Zaanen—荷兰（1957—）
- 徐一鸿（Anthony Zee）—美国
- 彼得·塞曼—荷兰（1865—1943）
- 弗里茨·塞尔尼克—荷兰（1888—1960）
- Barton Zwiebach—美国（1954—）

## 参看
- 理论物理学家列表
- 理论物理学家家谱（英语：Genealogy of theoretical physicists）
- 等离子体物理学家列表
- 数学家列表
- 女科学家列表（英语：List of women scientists）